# 高槻かなこのROYAL Night
『高槻かなこのROYAL Night』（たかつきかなこのロイヤルナイト）は、TOKYO FM制作のトーク番組。パーソナリティは、声優の高槻かなこ。

## 番組内容
声優の高槻かなこが初めて、単独で冠番組のパーソナリティを担当する。番組名については事前にTwitterで募集したものの中から決定された。
高槻は本番組の開始にあたって「私は明るくて元気なイメージを持っていただくことが多いですが、アーティストデビューも控え、またこの番組の放送時間も深夜と言うことで…夜の似合う大人なラジオをやっていけたらと思います。」と話している。
高槻かなこが適応障害の治療に専念することから2021年8月に活動休止となったため、当番組は代理パーソナリティの出演で継続していたが、9月末の改編期を待たずに8月末をもって放送終了となった。

## コーナー紹介
みんな大好き！アンチ○○
高槻のデビューシングルのタイトル『Anti world』をもとにしたコーナー。テーマに対する『アンチという名の愛の言葉』を募集する。
我が人生ゲーム、今ココ！
リスナーからの悩み、困っていること、迷っていることを募集する。
癒しの水でお流しします
リスナーの失敗談を募集して、番組で紹介する。
きんぐの時間
高槻によるフリートーク。
きゅんnoデリバリー
リスナーからの心を揺さぶるエピソードを紹介する。
インタビューで絶対に聞かれなさそうな質問！
高槻にとって聞かれたことがなさそうな質問をリスナーから募集する。
きんぐのお言葉！
お題に応じて募集された「高槻かなこに言ってほしいセリフ」を紹介する。

## 出演者
- 高槻かなこ（たかつきかなこ）：メインパーソナリティ[1]

### 代理パーソナリティ
2021年8月15日 - 2021年8月29日にかけて、高槻の療養にともなう活動休止を受けて代理パーソナリティが出演した。
- 樋口楓（ひぐちかえで）：2021年8月15日（14日深夜）、8月22日（21日深夜）に出演。
- 前田佳織里（まえだかおり）：2021年8月29日（28日深夜）に出演。

## 放送
2020年10月4日 - 2021年8月29日にかけて、TOKYO FMでは毎週日曜2:30 - 3:00（土曜深夜）に、FM大阪では毎週日曜4:00 - 4:30（土曜深夜）に放送されていた。

## ネット配信
TOKYO FMの音声配信サービスAuDee（オーディー）にて、限定版の次回予告となる「AuDeeスピンアウト版」を配信していた。